# Estero Boquerihue
Estero Boquerihue är ett vattendrag i Chile.   Det ligger i regionen Región del Biobío, i den södra delen av landet, 600 km söder om huvudstaden Santiago de Chile.
I omgivningarna runt Estero Boquerihue växer huvudsakligen savannskog. Runt Estero Boquerihue är det glesbefolkat, med 11 invånare per kvadratkilometer.